# 司迪克·木沙也夫
司迪克·木沙也夫（1914年12月15日—2000年2月9日），男，维吾尔族，新疆疏附人，中华人民共和国政治人物。

## 生平
1946年参加三区革命，在喀什、伊犁参加三区革命斗争，曾任疏附县副县长、巩留县副县长。1949年新疆和平解放后，任喀什军管会副秘书长。1950年加入中国共产党。此后，历任莎车专署副专员兼莎车报社社长、粮食局局长，新疆省人事厅副厅长，新疆维吾尔自治区司法厅厅长、民政厅厅长，新疆维吾尔自治区政法办公室副主任，新疆维吾尔自治区民政局局长，新疆维吾尔自治区民委主任，新疆维吾尔自治区第五届人大常委会副主任，新疆维吾尔自治区第五届政协副主席。
2000年2月9日，司迪克·木沙也夫逝世，享年85岁。

## 社会兼职
新疆维吾尔自治区第二、三、四届政协常委，第五届全国政协常委。